# The Count Bishops
The Count Bishops — британская рок-группа, образовавшаяся в 1975 году в Лондоне, Англия и распавшаяся в 1979 году. Count Bishops не имели коммерческого успеха (и даже ничего не выпустили в Америке), но — явили собой важное стилистическое и хронологическое звено между корневым ритм-энд-блюзом Dr. Feelgood и прото-панк-звучанием Eddie and the Hot Rods, сформировав вместе сэтими двумя группами фундамент паб-рок-сцены, во многом предопределившей возникновение панк-рока. Группа вошла в историю, возглавив каталог первого в Англии независимого лейбла звукозаписи Chiswick Records, появившегося на несколько месяцев раньше Stiff.

## История
The Count Bishops образовались в июле 1975 года, когда к участникам группы Chrome присоединился американский вокалист Майк Спенсер. В августе, пригласив соотечественника Джонни Гаттара, он записал с новым составом 13 треков, из которых и был набран материал Speedball EP, ставшего первым релизом Chiswick Records.
Вскоре после выпуска (на голландском лейбле Dynamite) сингла «Train Train» и альбома Good Gear, набранного из демо-плёнок, Спенсер покинул группу. Его заменил Дэйв Тайс (приглашённый также австралийцем, ударником Полом Балби). В записанном с его участием дебютном альбоме The Count Bishops (с синглом «Baby You’re Wrong») группа окончательно сформулировала творческое кредо, соединив на новом уровне двуе традиционные линии 1960-х годов: мейнстримовскую (The Beatles, The Rolling Stones) и гаражную (The Standells, The Strangeloves).
Остаток 1977 года Count Bishops провели в непрерывных гастролях и сформировали внушительную армию фанатов — при том, что считались уже на фоне панк-движения старомодными. Весной 1978 года они записались в клубе Roundhouse для анонсированного концертного альбома с участием шести групп Chiswick-каталога. Проект не был в полной мере реализован, но лейбл выпустил этот материал мини-альбомом Live Bishops (в двух форматах: 10- и 12-дюймовом), сократив название группы до The Bishops. С материалом этой пластинки (и новым бас-гитаристом Пэтом МакМалланом, заменившим Стива Льюиса) Count Bishops провели совместные гастроли с Motorhead, причем «металлической» аудиторией были приняты на ура.
В 1978 году два сингла («I Take What I Want» и «I Want Candy») привели Count Bishops в телепрограмму Top of the Pops. Через несколько дней после выхода альбома Cross Cuts, работа над которым шла полтора года, Зенон де Флер разбился на мотоцикле, и вместо ожидавшегося «прорыва» случился коллапс: группа прекратила своё существование.

## Дискография

### The Count Bishops
- Speedball EP (Chiswick, 1975)
- Good Gear (Dynamite, 77)
- The Count Bishops (Chiswick, 77)
- The Bishops Live (1978)

### The Bishops
- The Bishops Live (Chiswick, 78)
- Cross Cuts (Chiswick, 79).[3]